# 은장도와 트럼펫
《은장도와 트럼펫》은 1987년 7월 5일에 MBC TV에서 방영된 베스트셀러극장이다.

## 줄거리
떠돌이 소매치기인 봉수(이계인)는 가출한 가정주부인 정님(나영희)을 열차 안에서 우연히 만난다. 정님은 타고난 방랑벽 때문에 가정을 떠나 여기저기 떠돌아 다니다가 봉수를 만나게 된 것이다. 가진 것이라고는 트럼펫을 부는 재주 밖에 없는 봉수는 정님과 동거를 시작하면서 처음으로 가정의 포근함과 사랑을 알게 된다. 그러나 봉수는 정님을 위해 삭월세방에서 트럼펫을 분 것이 문제가 되어 쫓겨나 삭월세방을 전전하는데...

## 출연
- 이계인
- 나영희
- 정한헌
- 나문희
- 임문수
- 박영태
- 남영진
- 홍성선
- 김경란
- 김지영
- 이경순
- 박희우
- 송영웅
- 이영자
- 한송이
- 변성현
- 안수란